# 노벨피아
노벨피아(novelpia)는 대한민국의 인터넷 소설 웹사이트이다.